# Glenhis Hernández
Glenhis Hernández Horta (* 7. Oktober 1990 in Havanna) ist eine kubanische Taekwondoin, die in der Gewichtsklasse bis 73 Kilogramm aktiv ist.

## Sportliche Laufbahn
Hernández bestritt ihre ersten internationalen Titelkämpfe bei den Panamerikanischen Spielen 2011 in Guadalajara. In der Gewichtsklasse über 67 Kilogramm erreichte sie das Finale und feierte nach einem Sieg gegen die Puerto-Ricanerin Nikki Martínez ihren ersten Titelgewinn. Beim panamerikanischen Olympiaqualifikationswettbewerb in Santiago de Querétaro gewann Hernández im Schwergewicht über 67 Kilogramm den entscheidenden Kampf um den dritten Platz gegen die Dominikanerin Deysy Montes de Oca und sicherte sich so die Teilnahme an den Olympischen Spielen 2012 in London. Dort unterlag sie im Kampf um die Bronzemedaille der Mexikanerin María Espinoza mit 2:4 Punkten.
Bei den Weltmeisterschaften 2013 im mexikanischen Puebla erreichte Hernández mit dem Gewinn der Goldmedaille ihren bisher größten Erfolg. Im Finale der Gewichtsklasse bis 73 Kilogramm schlug sie die Südkoreanerin Lee In-jong mit 5:1.
Zu den Zentralamerika- und Karibikspielen 2014 in Veracruz (Mexiko) reiste sie als Favoritin und Kapitänin der kubanischen Taekwondo-Nationalmannschaft. Im Finale der Klasse bis 73 Kilogramm unterlag sie María Espinoza mit 1:3 und errang so die Silbermedaille.

## Sperre wegen unsportlichen Verhaltens
Bei der Siegerehrung nach dem Finalkampf am 17. November 2014 sorgte Hernández für einen Skandal, indem sie während der Jubelpose für die Fotografen auf dem Siegerpodest neben den anderen Medaillengewinnerinnen vor versammeltem Publikum zunächst den Mittelfinger ihrer linken Hand als Protestzeichen ausstreckte, anschließend den Mittelfinger der rechten Hand. Beobachter gingen davon aus, dass sie damit ihre Unzufriedenheit mit der Punktevergabe durch die Kampfrichter im Finalkampf ausdrücken wollte. Im anschließenden Disziplinarverfahren behauptete sie zu ihrer Verteidigung, sie habe sich den rechten Mittelfinger verletzt und ihn deshalb nicht beugen können. Die kubanischen Teamärzte stützten diese Darstellung, beachteten dabei aber offenbar nicht, dass auf den Foto- und Videoaufnahmen deutlich sichtbar war, dass Hernández bei der Siegerehrung nacheinander beide Mittelfinger ohne Anzeichen irgendeiner Behinderung bewegt hatte. Die aus vier Führungsmitgliedern der Panamerikanischen Taekwondo-Union (PATU) sowie dem Delegierten der World Taekwondo Federation (WTF) bestehende Schiedskommission verhängte daraufhin eine Disziplinarstrafe wegen unsportlichen Verhaltens und schloss Hernández für das Kalenderjahr 2015 von sämtlichen von der WTF anerkannten Wettbewerben aus. Sie wird somit unter anderem die Teilnahme an den Weltmeisterschaften in Tscheljabinsk, den Panamerikanischen Spielen in Toronto sowie den ersten Qualifikationswettbewerben zu den Olympischen Spielen 2016 in Rio de Janeiro verpassen.
In einem Interview am Veranstaltungsort bestritt Hernández ihre Aktion und präsentierte sich mit einem Verband um den rechten Mittelfinger. Sie argumentierte, dass sie sich von den Vorwürfen zu Unrecht angegriffen fühlte, dass es sich um eine Fehlinterpretation handele und dass falsche Informationen verbreitet worden seien. Sie sei eine sehr verantwortungsvolle Sportlerin, die Niederlagen „mit echter Würde“ annehme. In einem weiteren Interview bestritt auch der Präsident des kubanischen Taekwondo-Verbands, dass jegliche Art von Unsportlichkeit vorgefallen sei und äußerte sein Unverständnis über das Disziplinarverfahren. Im offiziellen Presseorgan der Zentralkomitees der Kommunistischen Partei Kubas, der Tageszeitung Granma, behauptete deren nach Veracruz entsandter Sportredakteur, die Disziplinarstrafe sei einzig auf der Grundlage eines Fotos der Siegerehrung erfolgt, das zu einer Fehlinterpretation geführt habe. Diese Darstellung blieb in den staatlichen Medien unwidersprochen. Ein zunächst auf der Webseite der Zeitung Trabajadores komplett zitierter Artikel einer Taekwondo-Fachpublikation, der den vollständigen Sachverhalt schilderte, wurde kurz nach seiner Veröffentlichung zurückgezogen. Vor der Anreise der kubanischen Delegation zu den Spielen in Veracruz hatte Hernández bei der offiziellen Verabschiedungszeremonie in Havanna gegenüber der kubanischen Regierung stellvertretend für alle 543 anwesenden Sportler eine Ansprache verlesen, die mit dem Versprechen schloss, die Sportler würden „mit der wichtigsten Medaille heimkehren: der Medaille der Würde“.
Im Januar 2015 berichteten kubanische Medien über Anstrengungen des nationalen Verbands, eine Halbierung der Sperre zu erreichen, womit die Aussicht auf Hernández’ Teilnahme an den Weltmeisterschaften in Toronto und den Olympischen Spielen in Rio gewahrt werden könnte.

## Ehrungen
2011 wurde Hernández als beste Sportlerin Havannas in einer Individualsportart ausgezeichnet.
Hernández ist auf Kuba nicht nur aufgrund ihrer sportlichen Erfolge ein von den Medien gefeiertes Vorbild, sondern ist auch Abgeordnete der Nationalversammlung der Volksmacht, in die sie 2012 im Wahlbezirk Habana del Este auf Vorschlag der Staats- und Parteiführung ohne Gegenkandidat gewählt wurde.